# Пасош Аустрије
Пасош Аустрије је јавна путна исправа која се држављанину Аустрије издаје за путовање и боравак у иностранству, као и за повратак у земљу.
За време боравка у иностранству, путна исправа служи њеном имаоцу за доказивање идентитета и као доказ о држављанству Аустрије. Аустријски пасош се издаје за неограничен број путовања.

## Језици
Пасош је исписан немачким језиком као и личне информације носиоца.